# Günther Reinecke
Günther Reinecke (Stuttgart, 18 april 1908 - München, 24 april 1972) was een Duitse officier en SS-Oberführer in de Waffen-SS tijdens de Tweede Wereldoorlog. Hij was de laatste commandant van het Hauptamt SS-Gericht aan het einde van de oorlog.

## Leven[7][3]
Op 18 april 1908 werd Reinecke geboren in Stuttgart. Hij was de zoon van een verzekeringsinspecteur, en de latere verzekeringsdirecteur Karl Reinecke (geboren 22 juni 1877 in Kirchhain/Niederlausitz) en zijn vrouw Anna (geboortenaam Knoblich), (geboren 10 november 1876 Kanth bij Breslau). In 1910 verhuisde het echtpaar en hun zoon van Stuttgart naar München. Daarna ging Reinecke van 1914 tot 1917 naar de basisschool. Hij vervolgde zijn schoolgang naar het gymnasium in München. En behaalde in maart 1926 zijn Abitur. Hierna ging Reinecke rechtsgeleerdheid studeren aan de universiteiten van Innsbruck en München. In februari 1931 behaalde hij zijn promotie in de doctor in de rechten.
Nadat hij in 1934 het assessorexamen had afgelegd, werd hij gerechtsauditor en kreeg daarmee de kans om als rechter op te treden. Van maart 1934 tot december 1934 werkte Reinecke als jurist in het Oberlandesgericht van München. Hierna volgde zijn beëdiging als SS-lid in de Schutzstaffel. En zijn plaatsing in de 2e  Sturm van de 1.SS-Standarte Theodor Casella in München. kort hierop volgde zijn vaste aanstelling in de SS, en werd door de Reichsführer-SS naar het SS-Gericht gecommandeerd. En werkte daar als functionaris over tuchtzaken in de SS. 
Op 22 december 1934 trouwde Reinecke met Wanda Nether (geboren 4 oktober 1913) in Bad Tölz. Het echtpaar kreeg een zoon en dochter. 
Reinecke werkte bijna tien jaar in het SS-rechtssysteem, en was in 1934 lid van de Persönlicher Stab Reichsführer-SS. Met ingang van 1 juni 1939 werd hij met de waarneming van de functie als chef van het Amts I (Rechtsamt) en plaatvervanger van de chef van het Hauptamt SS-Gericht in München belast. Op 31 augustus 1939 volgde zijn overplaatsing naar de SS-Verfügungstruppe en zijn permanente plaatsing in het Hauptamt SS-Gericht. Hierop volgend werd Reinecke met onmiddellijke ingang belast met de oprichting van de SS- und Polizeigerichts IX in Oslo onder de leiding van de hoogste SS- en politieleider Noord de SS-Obergruppenführer Wilhelm Rediess. Hierna was hij met onderbrekingen de rechter met de meeste dienstjaren bij de HSSPF Nord, en hoogste rechter in het SS- und Polizeigerichts IX en het SS-und Polizeifeldgericht in Kirkenes (Noorwegen). Op 22 oktober 1940 volgende een bespreking met Himmler, en de HSSPF Noord Rediess en de rijkscommissaris Terboven over de "Omgaan met de kwestie van onwettige kinderen van Noorse moeders met Duitse soldaten". Reinecke kreeg opgedragen om de behandeling van alle bestaande en nieuwe juridische vragen die zich in dit complex situatie zou kunnen voordoen op te lossen.
Reinecke onderzocht mogelijke corruptie van de Gouverneur-Generaal Hans Frank. De onderzoekers van Reinecke ontdekte dat de illegale verrijking van de familie Frank in de loop van het onderzoek naar een andere corruptiezaak in het Generaal-gouvernement. Op 1 december 1941 rapporteerde Reinecke aan de Reichsführer-SS Heinrich Himmler dat mevrouw Frank op illegale wijze ten minste tien bontjassen had verkregen, en dat de gouverneur-generaal op illegale wijze een aanzienlijke hoeveelheid sieraden, meubels en voedsel had overgebracht naar zijn landgoed Schobernhof in Zuid-Duitsland. Himmler gebruikte deze affaire om samen met Hans H. Lammers en Martin Bormann op 5 maart 1942 personele concessies af te dwingen van Frank met betrekking tot het personeel in de regering van het Generaal-gouvernement.
Op 24 mei 1943 werd de SS-Untersturmführer Max Täubner door het Obersten SS- und Polizeigericht, onder leiding van Reinecke wegens ongeoorloofde moord op ongeveer 1000 Joden veroordeeld. De bijkomende omstandigheid (nalatigheid van toezicht op en verantwoordelijkheid voor het werk van ondergeschikten, militaire ongehoorzaamheid, het aanzetten van ondergeschikten tot zelfmoord, fotograferen van wreedheden), alsmede zijn vrouw aanzetten tot abortus. Täubner werd door Reinecke veroordeeld tot uitzetting uit de SS en tien jaar tuchthuis. Reinecke in zijn uitspraak: 
Die Juden müssen vernichtet werden, es ist um keinen der getöteten Juden schade.
De Joden moeten vernietigd worden, het is niet jammer van de gedode Joden.
Op 20 april 1945 werd Reinecke door Himmler tot chef van het Hauptamt SS-Gericht en hoofdrechter van de Waffen-SS benoemd.

## Na de oorlog
Aan het einde van de oorlog raakte Reinecke in Engelse krijgsgevangenschap. Hij werd tijdens zijn internering ingezet als Lagerbürgermeister (vrije vertaling: kampburgemeester) en juridisch adviseur. Na zijn vrijlating uit de internering, trad hij op als getuige in het Proces van Neurenberg. Hij werd door de denazificatierechtbank ingeschaald in categorie 5 (Gruppe V "Entlastete"), en direct vrijgelaten.  Reinecke werkte later als advocaat in München. Over het verdere verloop van zijn leven is niets bekend. Op 24 april 1972 stierf Reinecke in München.

## Carrière
Reinecke bekleedde verschillende rangen in zowel de Allgemeine-SS als Waffen-SS. De volgende tabel laat zien dat de bevorderingen niet synchroon liepen.
| Datums                                            | Allgemeine-SS           | Waffen-SS                            | Staatsdienst       |
| ------------------------------------------------- | ----------------------- | ------------------------------------ | ------------------ |
| Maart 1931                                        | —                       | —                                    | Gerichtsreferendar |
| 30 april 1933                                     | SS-Anwärter u. Referent | —                                    | —                  |
| 1 juli 1933                                       | SS-Mann                 | —                                    | —                  |
| 24 december 1933                                  | SS-Scharführer          | —                                    | —                  |
| Maart 1934                                        | —                       | —                                    | Gerichtsassessor   |
| 18 maart 1934                                     | SS-Oberscharführer      | —                                    | —                  |
| 9 september 1934                                  | SS-Truppführer          | —                                    | —                  |
| 20 mei 1935 (met ingang van 20 april 1935)        | SS-Untersturmführer     | —                                    | —                  |
| 29 januari 1936 (met ingang van 30 januari 1936)  | SS-Obersturmführer      | —                                    | —                  |
| 30 januari 1937                                   | SS-Hauptsturmführer     | —                                    | —                  |
| 20 april 1938                                     | SS-Sturmbannführer      | —                                    | —                  |
| 31 augustus 1939 (met ingang van 1 augustus 1939) | —                       | SS-Sturmbannführer der Waffen-SS     | —                  |
| 18 oktober 1941                                   | —                       | SS-Obersturmbannführer der Waffen-SS | —                  |
| 20 april 1943                                     | —                       | SS-Standartenführer der Waffen-SS    | —                  |
| 7 november 1944 (met ingang van 9 november 1944)  | —                       | SS-Oberführer der Waffen-SS          | —                  |
| 20 februari 1945 (onbevestigde bevordering)       | SS-Brigadeführer        | Generalmajor in de Waffen-SS         | —                  |

- Volgens de opgaven van Ken McCanliss en Phil Nix is de Oberf. Reinecke nooit bevorderd tot SS-Brigadeführer en Generalmajor in de Waffen-SS in 1945. In zijn SS-Personalakte en RuSHA-Akte bevinden zich geen vermeldingen hierover. Tijdens zijn getuigenis in het Proces van Neurenberg werd hij volgens laatste rang van SS-Oberführer vastgelegd. In de naoorlogse vragenlijst en aanmeldingsformulieren staat Oberführer als laatst opgegeven rang[7].

## Lidmaatschapsnummers
- NSDAP-nr.: 3257841 (lid geworden 1 mei 1933[4][3][1])
- SS-nr.: 77151 (lid geworden 30 april 1933[4][1])

## Onderscheidingen
- Kruis voor Oorlogsverdienste, 1e Klasse (20 april 1943[4][7]) en 2e Klasse (20 april 1941[4][7]) met Zwaarden
- Julleuchter der SS op 16 december 1935[4][7]
- Ehrendegen des Reichsführers-SS[12] in 1937[7]
- SS-Ehrenring in 1938[7]

## Publicatie
- (de)  Münchener Privatrecht im Mittelalter. Beiträge zur Entwicklungsgeschichte des Stadtrechts, München 1936. (gedrukte editie van zijn proefschrift)

## Afkortingen
- mit der Wahrnehmung der Geschäfte beauftragt (m.d.W.d.G.b.) - vrije vertaling: met de waarneming van de functie belast
- Oberf. - Oberführer